# Cabinati arcade in Unione Sovietica

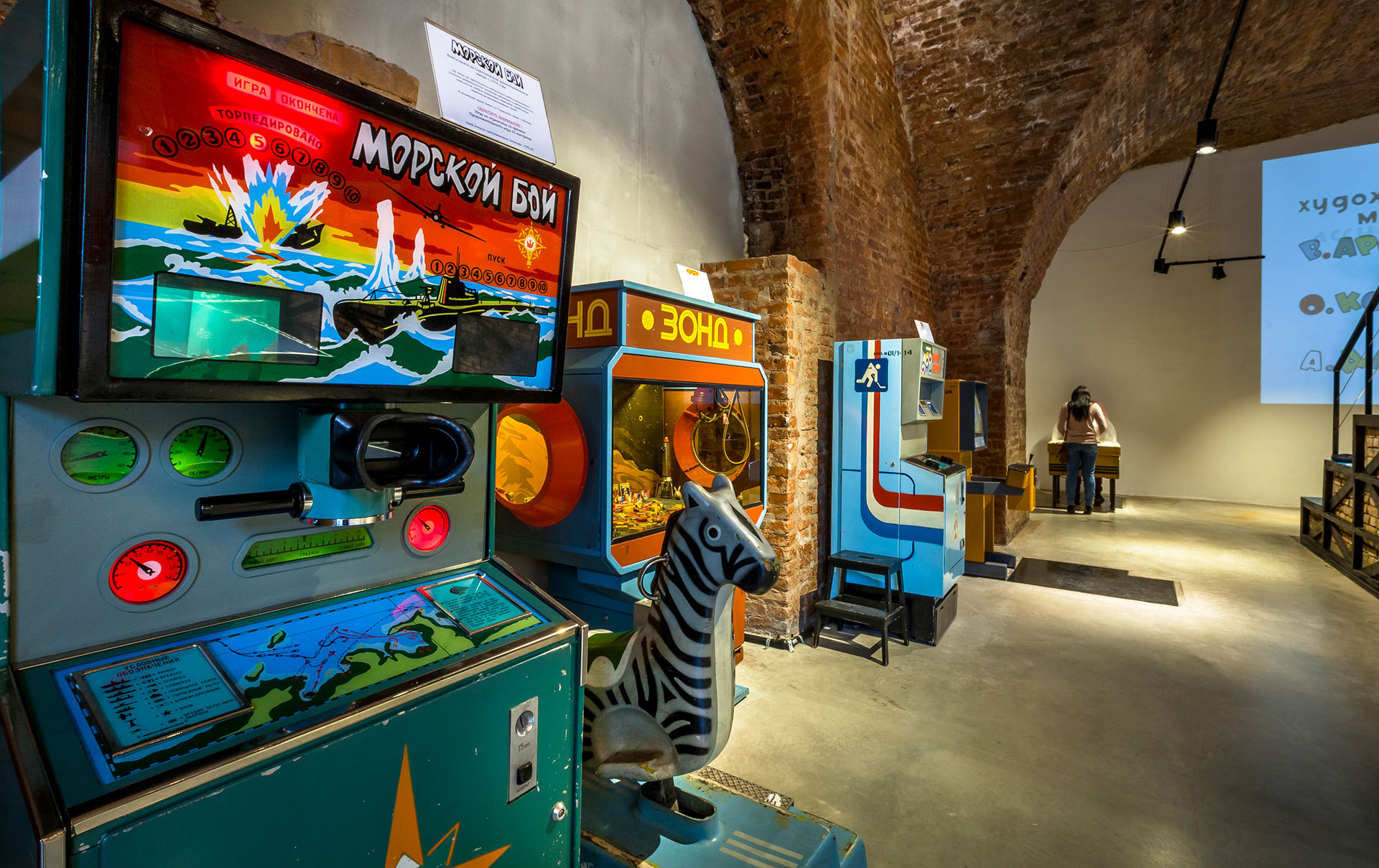
Alcune macchine esposte al Museo dei giochi arcade di San Pietroburgo.

In Unione Sovietica, i cabinati arcade (in russo игровые автоматы?, 'igrovye avtomaty', lett. "giochi automatici") iniziarono ad essere prodotti agli inizi degli anni settanta e venivano posizionati nei luoghi di svago come parchi, cinema, sale giochi nonché in aree di attesa di stazioni o hall di alberghi. Per giocare venivano inserite monete o gettoni e i dispositivi non distribuivano premi in denaro. Una parte significativa di essi dava la possibilità di giocare a uno o più persone per un determinato periodo di tempo. Alcune macchine offrivano un tempo di gioco extra come premio mentre altre premiavano con capi di abbigliamento, giocattoli o souvenir.

## Descrizione
Questi dispositivi si trovavano spesso in parchi culturali o dedicati al tempo libero, nelle "sale da gioco", nei cinema, nelle hall degli hotel, nei negozi, nelle stazioni ferroviarie e in altri luoghi pubblici. Questi dispositivi non servivano per il gioco d'azzardo ma avevano un funzionamento simile ai cabinati arcade presenti in altri paesi. Dal momento che di solito non distribuivano un premio in denaro ma veniva offerta una nuova partita gratuitamente, ciò impedì ai cittadini di avere l'eccitazione tipica del gioco d'azzardo, e a causa del basso costo richiesto per giocare si limitavano le perdite di ingenti somme di denaro da parte dei giocatori. Il premio ricevuto con la "gru con artiglio" poteva essere un giocattolo morbido o di gomma, del materiale scolastico, un rullino fotografico e talvolta una bottiglietta di cognac o una medaglia. Non vi erano limiti d'età.
Realizzati da fabbriche militari, i cabinati sovietici sono apparsi nei primi anni settanta e sono stati prodotti in tutte le repubbliche sovietiche da fino alla dissoluzione dell'URSS, anche se la loro popolarità cominciò a calare sin dall'inizio della perestrojka. Dall'inizio degli anni novanta, il loro numero ha iniziato a diminuire drasticamente e sono state sostituite da cabinati basati su cloni di personal computer (come lo ZX Spectrum o la console NES), e successivamente da analoghi stranieri. Attualmente, i cabinati sovietici sono conservati solo in alcuni parchi culturali e aree di svago; sono rare le sale dedicate esclusivamente a essi. Nel 2007 è stato aperto a Mosca il "Museo dei giochi arcade sovietici" (in russo Музей советских игровых автоматов?, 'Muzej sovetskih igrovyh avtomatov'), con una filiale aperta tre anni dopo a San Pietroburgo.
A livello tecnico, i cabinati sovietici possono essere divisi in due gruppi: meccanici (o elettromeccanici) ed elettronici (basati sulla logica discreta o microprocessori). Quest'ultima tipologia di solito utilizzava uno schermo televisivo per visualizzare il gioco, similmente alle controparti occidentali. Di norma, si trattava di progetti abbastanza originali o ispirati a idee straniere, implementando però l'ideologia marxista-leninista con una forte aderenza alla realtà e l'assenza di classifiche per i punteggi migliori. Le meccaniche di gioco erano tuttavia basilari ed erano state concepite per migliorare i riflessi e le abilità dei giocatori ispirandosi a principi militari.
Il costo per giocare era di solito quindici copechi ma in alcune macchine erano presenti gettoniere progettate per accettare gettoni al posto delle monete, in particolare dopo il ritiro del rublo sovietico. Spesso venivano acquistate macchine da poter essere utilizzate da gruppi di bambini, ad esempio in collegi o campi del Komsomol. In questo caso, la gettoniera veniva sostituita semplicemente dal pulsante di avvio del gioco.
Alcuni cabinati avevano lo stesso schema e tecnologia ma riportavano nomi o design diversi. Ad esempio gli arcade con le mitragliatrici Ochota e Ni pucha, ni pera differiscono solo per l'aspetto dei bersagli.
La produzione e distribuzione dei cabinati era tuttavia troppo costosa e la scarsità di materiali non permise la realizzazione di un numero elevato di esemplari.

## Esempi di cabinati

### Meccanici
- Basketbol
- Kran
- Marsochod
- Futbol
- Chokkej

### Elettromeccanici

#### Dondoli
- Baggi
- Del’fin
- Gus’
- Zebra
- Kon’
- Kosmik
- Kot Leopol’d
- Kuznečik
- Lev
- Mašinka
- Morskoj patrul’
- Morskoj patrul’-M
- Motocikl
- Petušok
- Samolet
- Samolet-M
- Sputnik
- Sputnik-M
- Traktor
- Traktor-M
- Cirk

#### Simulatori

##### Tiro a segno
- Duplet[6]
- Zimnjaja ochota[7]
- Metkij strelok
- Ni pucha, ni pera[8]
- Ochota
- Ochotnik ?
- Snajper
- Snajper-2[9]
- Tir[10]
- Točnyj strelok
- Udačnyj vystrel

##### Altri

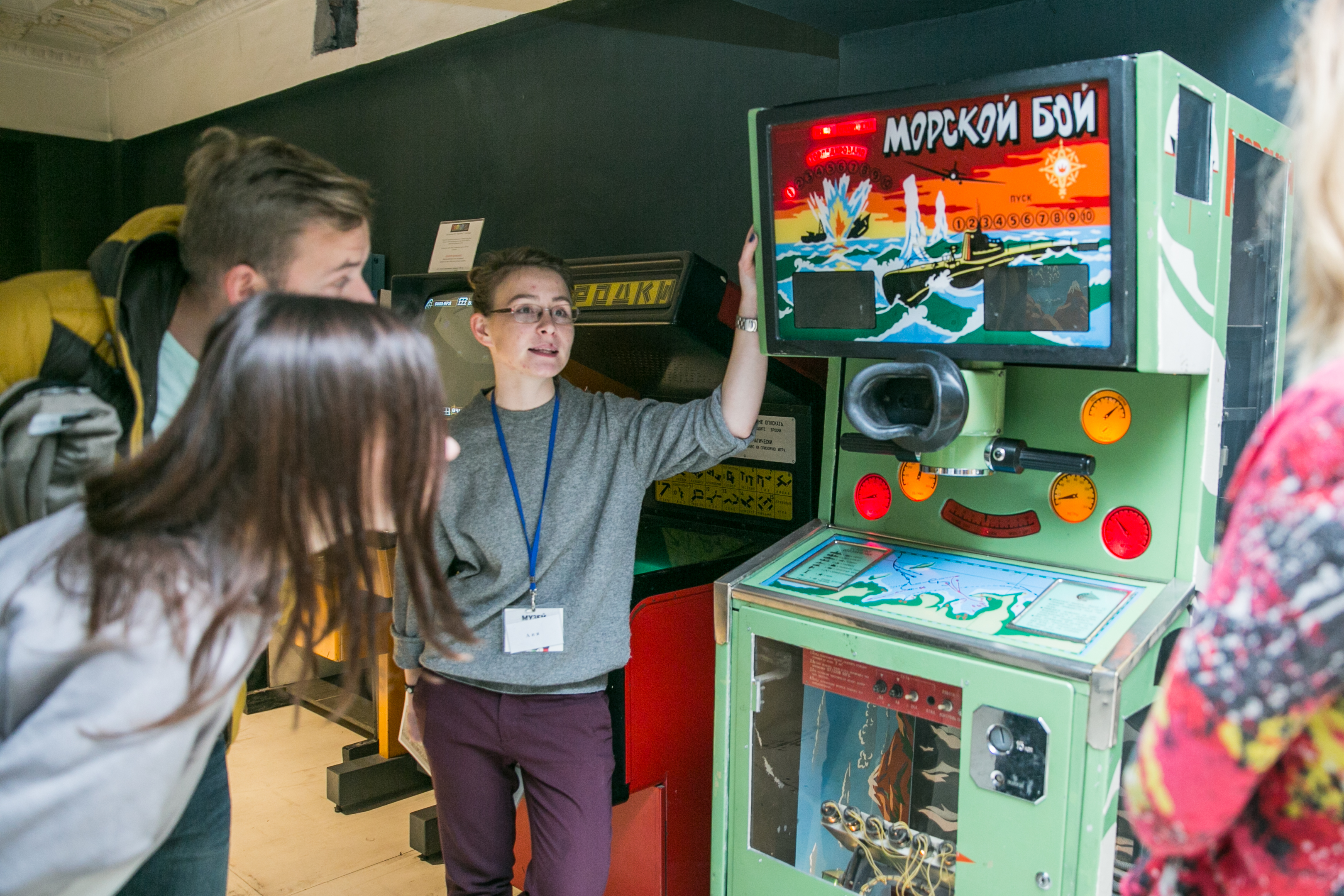
Morskoj boj al Museo dei giochi arcade di Mosca.

- 01
- Astropilot
- Viraž
- Vozdušnyj boj
- Ledokol
- Locman
- Masterpilot
- Morskoj boj[11][12]
- Morskoj boj-M
- Morskaja duel’[13]
- Na Lunu
- Obgon
- Podvodnyj boj
- Podvodnaja lodka
- Spasenie na more
- Tankovaja ataka
- Tankodrom
- Torpednaja ataka[14]
- ET-10M

#### Simulatori di guida
- Avtokran B327 (o semplicemente Kran)
- Avtokran B327-3M[15]
- Batiskaf B327-1M
- Zond B327-1M
- Zond B327-2M[16]
- Kran-karusel’ AIK-1

#### Sportivi
- Basketbol
- Bullit
- Golkiper
- Kegel’ban
- Mini-kegli
- Mini-kegli-M
- Motogonki
- Penal’ti
- Repka (silomer)
- Tajfun
- Futbol
- Futbol-4
- Forvard
- Hokkej
- Hokkej-M
- Šajbu! Šajbu!

#### Flipper
- Nu, pogodi! (basato sull'omonimo cartone animato)
- Sport
- Udar! Ešče udar!…
- Cirk

#### Altro
- Skorochod

### Elettronici

#### Con televisore

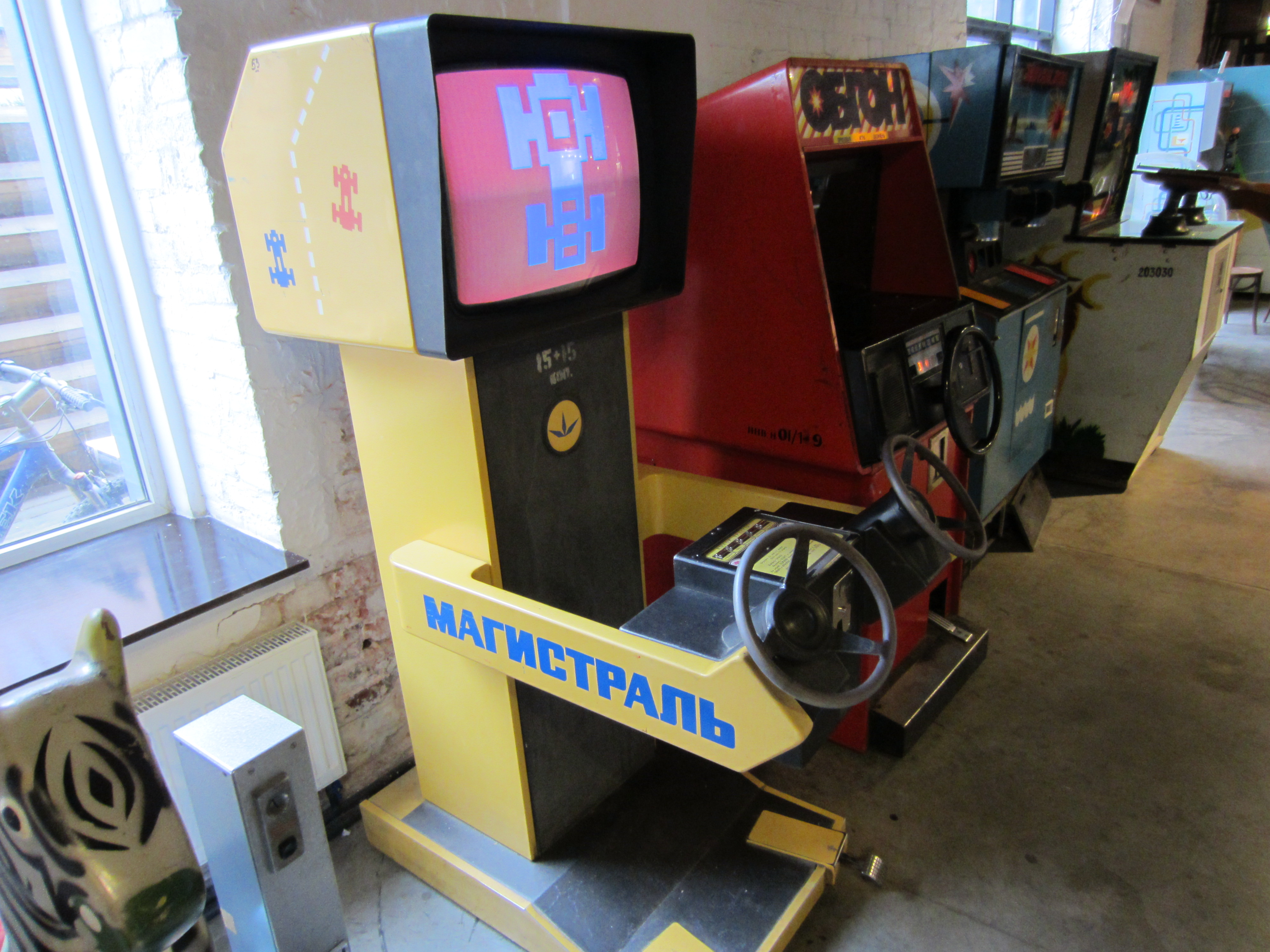
Magistral al Museo dei giochi arcade sovietici a Mosca.

- Avtogonki
- Avtoralli[17]
- Avtoralli-M
- Gorodki[18][19]
- Disk
- Istrebiteli
- Labirint
- Lelo
- Magistral’[20][21]
- Magistral’-M
- Motogonki-T
- Mjač-mišen’
- Pamjat’
- Perechvatčik
- Ping-bol
- Radar-T
- Safari
- Skački
- Spektr-B200
- Strelkovye igry
- Strelkovye igry-C
- Teleavtoralli
- Teleochota
- Telesport
- Teletir-4
- Teletir-4C
- Tir-sprint
- Cvetogon
- Centr-1000
- Čempion-M
- Šar

##### Basati sulla piattaforma TIA-MC-1
- Avtogonki
- Billiard
- Zvezdnyj rycar’
- Istrebitel’
- Konëk-Gorbunok
- Kot-rybolov
- Kotigoroško
- Ostrov drakona
- Ostrov sokrovišč
- Snežnaja koroleva
- S.O.S.

##### Basati sulla piattaforma Foton
- Klad
- Labirint
- Piton
- Tetris

##### Basato sulla piattaforma Spektr
- Zvezdnyj AS
- Flipper
- Sokrovišča Neptuna
- Na čužoj planete

#### Altri
- Viktorina
- Viktorina-60
- Fortuna

### Generi vari
- Lander
- Lovis
- Azart
- Velokross
- Veselyj šar
- Železnaja mašina
- Za rulëm
- Kvark
- Kvartet
- Limpopo
- Ochota na bolote
- Pinbol
- Podvodnaja ochota
- Raketonosec
- Ralli
- Slalom
- Tankovyj boj
- Šans
- Ščit Rodiny